# مملكة الحيوان (فلم)
مملكة الحيوان هو فيلم جريمة تم إنتاجه في أستراليا وصدر في سنة 2010. الفيلم من إخراج ديفيد ميشود وكتابة ديفيد ميشود. من بطولة جويل إجيرتون وغاي بيرس وجاكي ويفر.

## القصة
جوش كودي، شاب في الـ17 يبحث عن النجاة ضمن عائلة إجرامية متفجرة والشرطة المتربصة بهم.

## الميزانية والإيرادات
بلغت تكلفة إنتاج الفيلم حوالي 5 ملايين دولار بينما حقق إيرادات تقدر بـ 6.8 مليون دولار.

## وصلات خارجية
- مقالات تستعمل روابط فنية بلا صلة مع ويكي بيانات